# Cités de mémoire
 (février 2020).
Cités de mémoire est un récit de voyage imaginaire d'Hervé Le Tellier, illustré par Xavier Gorce et publié en 2003 aux éditions Berg International (ISBN 2-91128-960-9) ; c'est un double hommage au Gulliver de Jonathan Swift et aux Villes invisibles de l'écrivain italien et oulipien Italo Calvino.

## Argument
Cités de mémoire rassemble, sous la forme du carnet d'aventures de deux voyageurs, la genèse et les portraits de quarante cités découvertes au cours de leur périple. C'est l'occasion d'autant de variations sur la mémoire, le savoir, la langue, l’identité, le plaisir ou l’introuvable sens de la vie. Difficile de distinguer l'onirisme ou la parabole de la réalité dans ces très courtes nouvelles, empreintes d'humour et de philosophie.